# Parapurcellia transvaalica
Parapurcellia transvaalica is een hooiwagen uit de familie Pettalidae.